# Кошмарът в Дънуич
Кошмарът в Дънуич (на английски: The Dunwich Horror) е разказ, ключова част от „Митът за Ктхулу“, написан от Хауърд Лъвкрафт през 1928 г. и публикуван за първи път в списанието „Weird Tales“ през април 1929 г.
В България разказът е публикуван през 2004 г. като част от сборника „Двойната сянка“ на издателство Яспис.

## Сюжет
Внимание:  Текстът по-долу разкрива сюжета на произведението (или части от него)!
Действието се развива около обвитото в мистерия семейство Уейтли от измисленото градче Дънуич, Масачузетс. Става ясно, че Уейтли служат на зловещ култ и не всички представители на семейството са хора.
Разказът се различава от повечето истории на Лъвкрафт с това, че хората успяват да победят свръхестественото зло, което се изправя срещу тях.